# Гергана Янева
Гергана Янева — болгарська письменниця у жанрах романтики та фентезі. Пише під псевдонімом Аня Сноу.

## Творчість
У 2013 році був опублікований її перший фантастичний любовний роман «Небезпечні ігри» з серії «Сутінкові пристрасті», написаний у співавторстві зі Скарлетт Вайт.
У 2014 році вийшов її роман «Заборонена спокуса» із серії «Гріхи». Серія розповідає про історію та боротьбу за свободу семи смертних гріхів — гніву, лінощів, заздрості, хтивості, ненажерливості, жадібності та гордості — могутніх демонів, створених Аїдом у підземному світі. Вирвавшись із підземного світу, проти них були послані їхні найсильніші вороги — чесноти. Чи зможе кохання перемогти порожні пекельні душі чи вони знову втратять свободу?

## Твори

### Окремі романи
- Чорно-білі крила (2014)

### Серія «Сутінкові пристрасті».
1. Небезпечні ігри (2013) — зі Скарлет Вайт
2. Бажання (2013)
3. Тонка грань (2013) — зі Скарлетт Вайт

### Серія Гріхи
1. Заборонена спокуса (2014)
2. Палаюче бажання (2015)